# Haagse Watervrienden
Haagse Watervrienden (HWV) is een Nederlandse zwemvereniging uit 's-Gravenhage.
De vereniging werd opgericht op 27 maart 1927 en is aangesloten bij de Nederlandse Culturele Sportbond (NCS). Haagse Watervrienden zwemt in Den Haag in het Zuiderparkbad, de Escamphof en het Hofbad (Ypenburg) en in Rijswijk in de Schilp.
In 2018 ontving HWV de licentie van de Nationale Raad Zwemdiploma's om diploma's te mogen afnemen. Haagse Watervrienden is een erkend leerbedrijf en daarvoor gecertificeerd door de Stichting Samenwerking Beroepsonderwijs Bedrijfsleven (SBB).
De vereniging werkt geheel op vrijwilligersbasis.